# Houens Odde Spejdercenter
Houens Odde Spejdercenter er et spejdercenter ejet af KFUM-spejderne beliggende på Houens Odde nordøst for Kolding. KFUM-spejderne fik i 1947 tilbuddet om at købe Houens Odde Spejdercenter og gennemførte aftalen året efter. Der er 70 hektar med bøgekov og 20 hektar åbent land. På Houens Odde er der, foruden 15 lejrpladser rundt omkring på Odden i forskellige størrelser, flere forskellige hytter og faciliteter:
- Gilwellhytterne
- Stensgaarden
- Aktivitetscentret
- Roverknuden
- Kidholmene, som er beliggende i sundet uden for Odden.
- Kirken
- Hättekåte
- Bådebroen
- Shelter

## Houmænd
Houmænd er de frivillige medarbejdere på Houens Odde Spejdercenter. De er med til at vedligeholde centrets bygninger, materialer, lejrpladser og omgivelser, samt at afholde aktiviteter for centrets mange årlige gæster. Der er i øjeblikket ca. 100 Houmænd. En Houmand skal lægge 7 dags centerarbejde om året.
For at blive Houmand skal man være fyldt 18 år og være medlem af et internationalt anerkendt spejderkorps. Derudover skal du bruge 9 dage, hvor 2 af dem er med deltagende spejdere, i løbet af et år, samt have deltaget i Houmandskursus.
Efter hver arrangement er der en samtale med lejrlederen og den potentielle houmand. Hvis det viser sig at personen er egnet for den nye houmand en opfordring.